# Spindletop

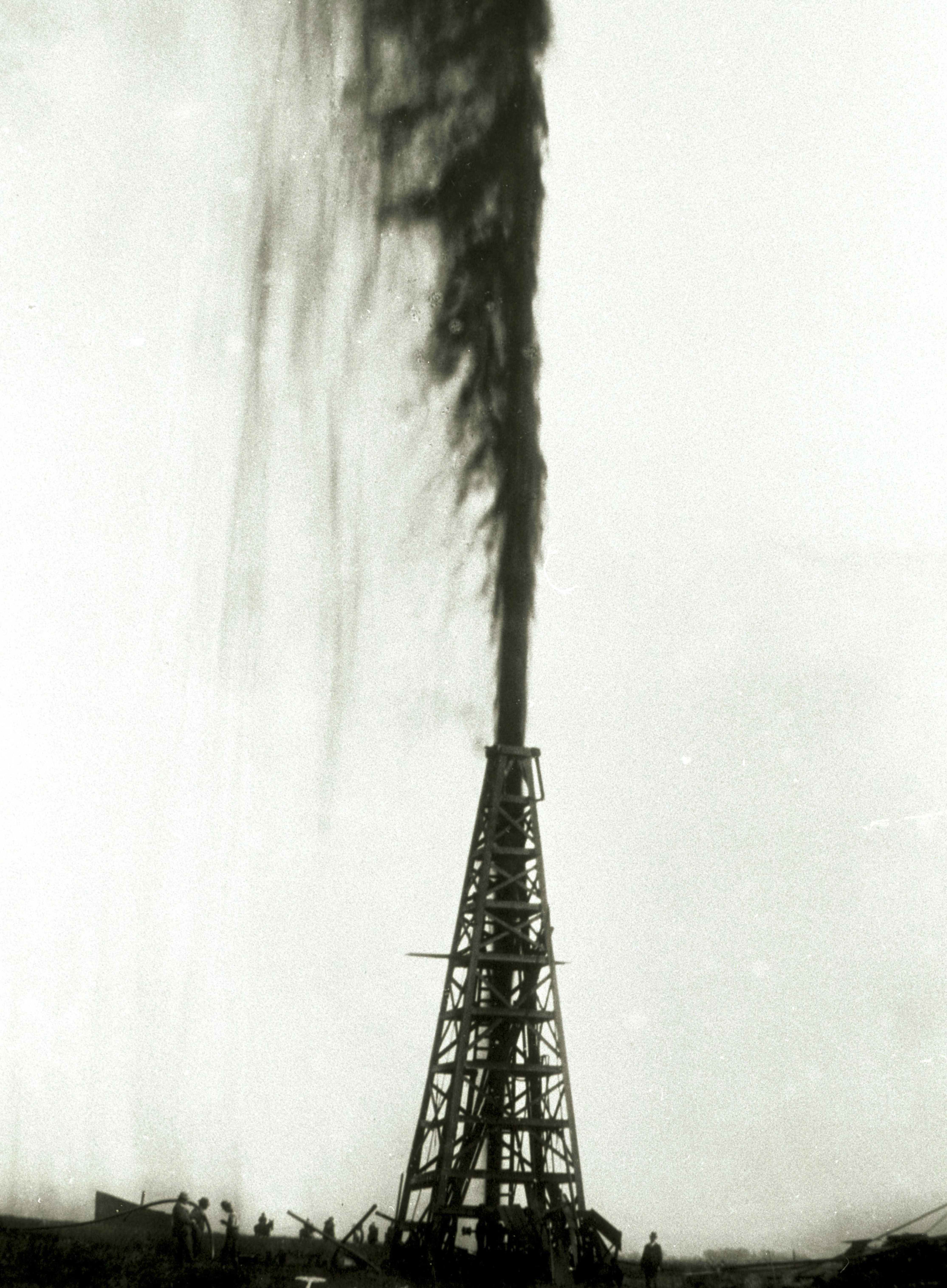
Lo Spindletop

Lo Spindletop è un giacimento petrolifero caratterizzato da una geologia di diapiro salino situato a sud di Beaumont, in Texas.

## Storia
Nonostante fosse noto che il Texas potesse ospitare formazioni geologiche suscettibili di contenere petrolio fino alla fine XIX secolo, la maggior parte dei geologi considerava che le uniche zone degli Stati Uniti che potessero produrre petrolio in quantità commerciali fossero quelle situate negli stati sulla costa orientale del paese.
Il primo pozzo produttivo del giacimento fu messo in produzione il 10 gennaio 1901 con una produzione iniziale di 100.000 barili al giorno ed una profondità del foraggio di circa 350 metri. La pressione iniziale del giacimento era talmente elevata che occorsero nove giorni prima di poter controllare la produzione del pozzo. Durante i nove giorni il petrolio sparso attorno al pozzo creò un lago di petrolio largo circa un miglio. La sola produzione dello Splidletop triplicò l'intera produzione di petrolio degli Stati Uniti.
La messa in produzione del primo pozzo ebbe una larghissima eco e già alla fine del 1902 oltre 500 società si erano installate nella zona dello Spindletop ed oltre 285 pozzi erano in operazione.
L'indisponibilità di mezzi e delle conoscenze tecniche necessarie per mantenere la pressione all'interno del giacimento fece sì che la produzione del pozzo declinò rapidamente a partire dal 1902. Già nel 1904 il giacimento produceva solo 10.000 barili al giorno e rapidamente la pressione interna si ridusse al punto che la produzione era prossima a zero.
Negli anni '20 la disponibilità di tecnologie di perforazione più performanti permise di mettere in produzione zone del giacimento poste a più grande profondità. Il 14 novembre 1925 dopo aver forato ad oltre 800 metri iniziò la messa in produzione di una seconda zona del giacimento che ne fece culminare la produzione a circa 21 milioni di barili nel 1927 (circa 60.000 barili al giorno). Durante i 10 anni seguenti la produzione totale di Spindletop superò i 72 milioni di barili.
Splindletop continuò a produrre petrolio fino al 1936, in seguito la zona fu utilizzata come miniera di zolfo fino agli anni '70.

## Conseguenze
La messa in produzione di Splindletop spostò il baricentro dell'industria petrolifera americano dalla Pennsylvania al Texas.
La disponibilità di petrolio in grandi quantità propulse l'industria petrolifera al punto da permettere gli investimenti necessari per creare il consumo di massa di prodotti petroliferi che sarebbe stato alla base dello sviluppo dell'industria automobilistica e chimica.
Dopo la scoperta apparve evidente il nesso di causalità fra la struttura di diapiro salino e la presenza di petrolio. In effetti, i diapiri salini agiscono come rocce impermeabili ed impediscono al petrolio contenuto nella roccia serbatoio di sfuggire e migrare verso la superficie. Dopo la scoperta dello Splindetop, altre formazioni dello stesso tipo furono identificate in Texas e spesso associate a giacimenti di petrolio.